# Physiculus hexacytus
Physiculus hexacytus är en fiskart som beskrevs av Parin, 1984. Physiculus hexacytus ingår i släktet Physiculus och familjen Moridae. Inga underarter finns listade i Catalogue of Life.